# Damián Lemos
Damián Oscar Lemos (González Catán, 31 gennaio 1989) è un calciatore argentino, centrocampista dell'Agropecuario.

## Caratteristiche tecniche
È un mediano.

## Carriera
È cresciuto nelle giovanili del Nueva Chicago.